# Campionato mondiale di hockey su ghiaccio Under-18 2016
Il 18º Campionato mondiale di hockey su ghiaccio U-18 è stato assegnato dall'International Ice Hockey Federation agli Stati Uniti, che lo hanno ospitato nella città di Grand Forks nel periodo tra il 14 e il 24 aprile 2016. Questa è la seconda volta che il paese nordamericano è stato sede del Gruppo A dopo l'edizione del 2009. Le partite si sono disputate in due diversi palazzetti, la Ralph Engelstad Arena e l'ICON Sports Center. Nella finale la Finlandia si è aggiudicata il terzo titolo sconfiggendo la Svezia con il punteggio di 6-1. Al terzo posto invece sono giunti gli Stati Uniti che hanno avuto la meglio sul Canada per 10-1.

## Campionato di gruppo A

### Partecipanti
Al torneo prendono parte 10 squadre:
| 8 dall'Europa     | Danimarca | Finlandia   |
| 8 dall'Europa     | Lettonia  | Rep. Ceca   |
| 8 dall'Europa     | Russia    | Slovacchia  |
| 8 dall'Europa     | Svezia    | Svizzera    |
| 2 dal Nordamerica | Canada    | Stati Uniti |

### Gironi preliminari
A partire dall'edizione 2013 le migliori quattro squadre di ciascun raggruppamento avanzano ai quarti di finale, mentre le due ultime classificate si sfidano in uno spareggio al meglio delle tre gare per stabilire la squadra retrocessa in Prima Divisione.

#### Girone A
| Grand Forks 14 aprile 2016, ore 12:00 UTC-5 | Lettonia | 4 – 5 (d.t.s.) (1-0; 1-3; 2-1) referto | Svizzera | Ralph Engelstad Arena (2.538 spett.) |

| Grand Forks 14 aprile 2016, ore 19:30 UTC-5 | Russia | 2 – 8 (1-2; 1-2; 0-4) referto | Stati Uniti | Ralph Engelstad Arena (4.137 spett.) |

| Grand Forks 15 aprile 2016, ore 15:00 UTC-5 | Svezia | 4 – 3 (d.t.s.) (2-0; 0-1; 1-2) referto | Lettonia | Ralph Engelstad Arena (2.282 spett.) |

| Grand Forks 16 aprile 2016, ore 12:00 UTC-5 | Svizzera | 1 – 2 (d.t.s.) (0-0; 0-1; 1-0) referto | Russia | Ralph Engelstad Arena (2.538 spett.) |

| Grand Forks 16 aprile 2016, ore 15:45 UTC-5 | Stati Uniti | 6 – 1 (1-0; 3-0; 2-1) referto | Svezia | Ralph Engelstad Arena (3.401 spett.) |

| Grand Forks 17 aprile 2016, ore 15:00 UTC-5 | Lettonia | 1 – 12 (0-2; 1-6; 0-4) referto | Stati Uniti | Ralph Engelstad Arena (2.560 spett.) |

| Grand Forks 18 aprile 2016, ore 12:00 UTC-5 | Russia | 7 – 0 (4-0; 2-0; 1-0) referto | Lettonia | Ralph Engelstad Arena (2.754 spett.) |

| Grand Forks 18 aprile 2016, ore 15:45 UTC-5 | Svizzera | 1 – 8 (1-1; 0-3; 0-4) referto | Svezia | Ralph Engelstad Arena (2.787 spett.) |

| Grand Forks 19 aprile 2016, ore 12:00 UTC-5 | Svezia | 5 – 1 (1-0; 3-0; 1-1) referto | Russia | Ralph Engelstad Arena (2.619 spett.) |

| Grand Forks 19 aprile 2016, ore 19:30 UTC-5 | Stati Uniti | 4 – 0 (2-0; 1-0; 1-0) referto | Svizzera | Ralph Engelstad Arena (2.267 spett.) |

| Pos. |             | PG | V | VOT | POT | P | GF | GS | DR  | Pt |
| 1.   | Stati Uniti | 4  | 4 | 0   | 0   | 0 | 30 | 4  | +26 | 12 |
| 2.   | Svezia      | 4  | 2 | 1   | 0   | 1 | 18 | 11 | +7  | 8  |
| 3.   | Russia      | 4  | 1 | 1   | 0   | 2 | 12 | 14 | -2  | 5  |
| 4.   | Svizzera    | 4  | 0 | 1   | 1   | 2 | 7  | 18 | -11 | 3  |
| 5.   | Lettonia    | 4  | 0 | 0   | 2   | 2 | 8  | 28 | -20 | 2  |

#### Girone B
| Grand Forks 14 aprile 2016, ore 15:45 UTC-5 | Slovacchia | 5 – 4 (4-3; 0-1; 1-0) referto | Danimarca | Ralph Engelstad Arena (2.557 spett.) |

| Grand Forks 14 aprile 2016, ore 18:00 UTC-5 | Rep. Ceca      | 3 – 4 (d.t.s.) (1-3; 0-0; 2-0; 0-0) referto | Finlandia | ICON Sports Center (406 spett.) |
| Shootout 0 – 1                              |                |                                             |           |                                 |
|                                             |                |                                             |           |                                 |
|                                             | Shootout 0 – 1 |                                             |           |                                 |

| Grand Forks 15 aprile 2016, ore 19:00 UTC-5 | Danimarca | 2 – 10 (2-2; 0-5; 0-3) referto | Canada | Ralph Engelstad Arena (2.475 spett.) |

| Grand Forks 16 aprile 2016, ore 18:00 UTC-5 | Finlandia | 4 – 2 (1-0; 2-2; 1-0) referto | Slovacchia | ICON Sports Center (427 spett.) |

| Grand Forks 16 aprile 2016, ore 19:30 UTC-5 | Canada | 3 – 1 (2-0; 1-0; 0-1) referto | Rep. Ceca | Ralph Engelstad Arena (2.478 spett.) |

| Grand Forks 17 aprile 2016, ore 19:00 UTC-5 | Danimarca | 1 – 4 (1-2; 0-1; 0-1) referto | Finlandia | Ralph Engelstad Arena (2.644 spett.) |

| Grand Forks 18 aprile 2016, ore 18:00 UTC-5 | Rep. Ceca | 9 – 2 (1-0; 2-1; 6-1) referto | Danimarca | ICON Sports Center (417 spett.) |

| Grand Forks 18 aprile 2016, ore 19:30 UTC-5 | Canada | 3 – 1 (0-0; 3-0; 0-1) referto | Slovacchia | Ralph Engelstad Arena (2.122 spett.) |

| Grand Forks 19 aprile 2016, ore 15:45 UTC-5 | Finlandia | 1 – 3 (0-2; 0-0; 1-1) referto | Canada | Ralph Engelstad Arena (2.832 spett.) |

| Grand Forks 19 aprile 2016, ore 18:00 UTC-5 | Slovacchia | 4 – 3 (1-2; 1-1; 2-0) referto | Rep. Ceca | ICON Sports Center (463 spett.) |

| Pos. |            | PG | V | VOT | POT | P | GF | GS | DR  | Pt |
| 1.   | Canada     | 4  | 4 | 0   | 0   | 0 | 19 | 5  | +14 | 12 |
| 2.   | Finlandia  | 4  | 2 | 1   | 0   | 1 | 13 | 9  | +4  | 8  |
| 3.   | Slovacchia | 4  | 2 | 0   | 0   | 2 | 12 | 14 | -2  | 6  |
| 4.   | Rep. Ceca  | 4  | 1 | 0   | 1   | 2 | 16 | 13 | +3  | 4  |
| 5.   | Danimarca  | 4  | 0 | 0   | 0   | 4 | 9  | 28 | -19 | 0  |

### Spareggio per non retrocedere
Le ultime due classificate di ogni raggruppamento si sfidano al meglio delle tre gare. La perdente dello spareggio viene retrocessa in Prima Divisione.
| Grand Forks 21 aprile 2016, ore 11:00 UTC-5 | Lettonia | 5 – 1 (1-1; 1-0; 3-0) referto | Danimarca | ICON Sports Center (101 spett.) |

| Grand Forks 22 aprile 2016, ore 19:00 UTC-5 | Danimarca | 4 – 1 (1-0; 1-0; 2-1) referto | Lettonia | Ralph Engelstad Arena (3.703 spett.) |

| Grand Forks 24 aprile 2016, ore 11:00 UTC-5 | Lettonia       | 4 – 3 (d.t.s.) (0-1; 0-1; 3-1; 0-0) referto | Danimarca | Ralph Engelstad Arena (3.039 spett.) |
| \| \| \| \| \| \| Shootout 1 – 0 \| \|      |                |                                             |           |                                      |
|                                             |                |                                             |           |                                      |
|                                             | Shootout 1 – 0 |                                             |           |                                      |

### Fase ad eliminazione diretta
|  | Quarti di finale | Quarti di finale | Quarti di finale |           |             | Semifinali  | Semifinali | Semifinali |             |                 | Finale          | Finale          | Finale |  |
|  |                  |                  |                  |           |             |             |            |            |             |                 |                 |                 |        |  |
|  | A1               | Stati Uniti      | 8                |           |             |             |            |            |             |                 |                 |                 |        |  |
|  | A1               | Stati Uniti      | 8                |           |             |             |            |            |             |                 |                 |                 |        |  |
|  | B4               | Rep. Ceca        | 0                |           |             |             |            |            |             |                 |                 |                 |        |  |
|  | B4               | Rep. Ceca        | 0                |           | Stati Uniti | Stati Uniti | 2          |            |             |                 |                 |                 |        |  |
|  |                  |                  |                  |           | Stati Uniti | Stati Uniti | 2          |            |             |                 |                 |                 |        |  |
|  |                  |                  | Finlandia        | Finlandia | 4           |             |            |            |             |                 |                 |                 |        |  |
|  | B2               | Finlandia        | Finlandia        | Finlandia | 4           | 4           |            |            |             |                 |                 |                 |        |  |
|  | B2               | Finlandia        |                  |           |             |             |            |            |             |                 |                 |                 |        |  |
|  | A3               | Russia           | 3                |           |             |             |            |            |             |                 |                 |                 |        |  |
|  | A3               | Russia           | 3                |           | Finlandia   | Finlandia   | 6          |            |             |                 |                 |                 |        |  |
|  |                  |                  |                  |           |             |             |            |            |             |                 |                 |                 |        |  |
|  |                  |                  | Svezia           | Svezia    | 1           |             |            |            |             |                 |                 |                 |        |  |
|  | B1               | Canada           | Svezia           | Svezia    | 1           | 9           |            |            |             |                 |                 |                 |        |  |
|  | B1               | Canada           |                  |           |             | 9           |            |            |             |                 |                 |                 |        |  |
|  | A4               | Svizzera         | 1                |           |             |             |            |            |             |                 |                 |                 |        |  |
|  | A4               | Svizzera         | 1                |           | Canada      | Canada      | 5          |            |             | Finale 3º posto | Finale 3º posto | Finale 3º posto |        |  |
|  |                  |                  |                  |           | Canada      | Canada      | 5          |            |             |                 |                 |                 |        |  |
|  |                  |                  | Svezia           | Svezia    | 6           |             |            |            |             |                 |                 |                 |        |  |
|  | A2               | Svezia           | Svezia           | Svezia    | 6           | 7           |            |            | Stati Uniti | Stati Uniti     | 10              |                 |        |  |
|  | A2               | Svezia           |                  |           |             |             |            |            | Stati Uniti | Stati Uniti     | 10              |                 |        |  |
|  | B3               | Slovacchia       | 2                |           |             | Canada      | Canada     | 3          |             |                 |                 |                 |        |  |

#### Quarti di finale
| Grand Forks 21 aprile 2016, ore 12:00 UTC-5 | Finlandia | 4 – 3 (1-0; 3-2; 0-1) referto | Russia | Ralph Engelstad Arena (2.117 spett.) |

| Grand Forks 21 aprile 2016, ore 15:45 UTC-5 | Canada | 9 – 1 (2-0; 3-1; 4-0) referto | Svizzera | Ralph Engelstad Arena (2.164 spett.) |

| Grand Forks 21 aprile 2016, ore 18:00 UTC-5 | Svezia | 7 – 2 (3-1; 3-0; 1-1) referto | Slovacchia | ICON Sports Center (301 spett.) |

| Grand Forks 21 aprile 2016, ore 19:30 UTC-5 | Stati Uniti | 8 – 0 (0-0; 3-0; 5-0) referto | Rep. Ceca | Ralph Engelstad Arena (2.381 spett.) |

#### Semifinali
| Grand Forks 23 aprile 2016, ore 15:00 UTC-5 | Stati Uniti | 2 – 4 (1-1; 0-0; 1-3) referto | Finlandia | Ralph Engelstad Arena (2.931 spett.) |

| Grand Forks 23 aprile 2016, ore 19:00 UTC-5 | Canada         | 5 – 6 (d.t.s.) (1-1; 1-2; 3-2; 0-0) referto | Svezia | Ralph Engelstad Arena (3.073 spett.) |
| \| \| \| \| \| \| Shootout 0 – 1 \| \|      |                |                                             |        |                                      |
|                                             |                |                                             |        |                                      |
|                                             | Shootout 0 – 1 |                                             |        |                                      |

#### Finale per il 3º posto
| Grand Forks 24 aprile 2016, ore 15:00 UTC-5 | Stati Uniti | 10 – 3 (6-1; 1-0; 3-2) referto | Canada | Ralph Engelstad Arena (3.448 spett.) |

#### Finale
| Grand Forks 23 aprile 2016, ore 19:00 UTC-5 | Finlandia | 6 – 1 (3-0; 1-1; 2-0) referto | Svezia | Ralph Engelstad Arena (3.543 spett.) |

### Classifica marcatori
| Giocatore          | PG | G | A  | Pt | +/- | MP |
| ------------------ | -- | - | -- | -- | --- | -- |
| Tyson Jost         | 7  | 6 | 9  | 15 | +7  | 2  |
| Clayton Keller     | 7  | 4 | 10 | 14 | +11 | 2  |
| Kailer Yamamoto    | 7  | 7 | 6  | 13 | +7  | 12 |
| Logan Brown        | 7  | 3 | 9  | 12 | +6  | 2  |
| Alexander Nylander | 7  | 3 | 8  | 11 | +5  | 0  |
| Joey Anderson      | 7  | 7 | 2  | 9  | +12 | 2  |
| Eeli Tolvanen      | 7  | 7 | 2  | 9  | +6  | 0  |
| Lias Andersson     | 7  | 5 | 4  | 9  | +3  | 8  |
| Casey Mittelstadt  | 7  | 4 | 5  | 9  | +6  | 2  |
| Aapeli Rasanen     | 7  | 3 | 6  | 9  | +8  | 12 |

### Classifica portieri
| Giocatore            | Min    | TC  | GS | SO | MGS  | Sv%   |
| -------------------- | ------ | --- | -- | -- | ---- | ----- |
| Joseph Woll          | 179:31 | 79  | 4  | 1  | 1.34 | 94.67 |
| Jake Oettinger       | 240:00 | 97  | 6  | 1  | 1.50 | 93.41 |
| Danil Tarasov        | 227:48 | 109 | 8  | 1  | 2.11 | 92.08 |
| Ukko-Pekka Luukkonen | 180:00 | 78  | 6  | 0  | 2.00 | 91.67 |
| Filip Gustavsson     | 289:21 | 151 | 13 | 0  | 2.70 | 90.58 |

### Classifica finale
| Pos | Squadra     |
| --- | ----------- |
| 1   | Finlandia   |
| 2   | Svezia      |
| 3   | Stati Uniti |
| 4   | Canada      |
| 5   | Slovacchia  |
| 6   | Russia      |
| 7   | Rep. Ceca   |
| 8   | Svizzera    |
| 9   | Lettonia    |
| 10  | Danimarca   |

| Promossa nel Gruppo A:                    | Bielorussia |
| Retrocessa in Prima Divisione - Gruppo A: | Danimarca   |

#### Riconoscimenti
Riconoscimenti individuali
| Premio                  | Giocatore        |
| ----------------------- | ---------------- |
| Miglior giocatore (MVP) | Clayton Keller   |
| Miglior portiere        | Filip Gustavsson |
| Miglior difensore       | Adam Fox         |
| Miglior attaccante      | Tyson Jost       |

All-Star Team

| Attacco:  | Tyson Jost - Jesse Puljujärvi - Clayton Keller |
| Difesa:   | Adam Fox - David Quenneville                   |
| Portiere: | Ukko-Pekka Luukkonen                           |

## Prima Divisione
Il Campionato di Prima Divisione si è svolto in due gironi all'italiana. Il Gruppo A ha giocato a Minsk, in Bielorussia, fra il 9 e il 15 aprile 2016. Il Gruppo B ha giocato a Asiago, in Italia, fra il 18 e il 24 aprile 2016:

### Girone A
| Pos. |             | PG | V | VOT | POT | P | GF | GS | DR | Pt |
| 1.   | Bielorussia | 5  | 4 | 0   | 0   | 1 | 23 | 15 | +8 | 12 |
| 2.   | Germania    | 5  | 3 | 1   | 0   | 1 | 20 | 14 | +6 | 11 |
| 3.   | Kazakistan  | 5  | 2 | 1   | 1   | 1 | 17 | 16 | +1 | 9  |
| 4.   | Francia     | 5  | 2 | 0   | 0   | 3 | 18 | 18 | 0  | 6  |
| 5.   | Norvegia    | 5  | 1 | 0   | 1   | 3 | 16 | 22 | -6 | 4  |
| 6.   | Austria     | 5  | 1 | 0   | 0   | 4 | 11 | 20 | -9 | 3  |

| Promossa in Gruppo A: Bielorussia | Retrocessa in Prima Divisione B: Austria |

### Girone B
| Pos. |               | PG | V | VOT | POT | P | GF | GS | DR  | Pt |
| 1.   | Ungheria      | 5  | 5 | 0   | 0   | 0 | 28 | 11 | +17 | 15 |
| 2.   | Giappone      | 5  | 4 | 0   | 0   | 1 | 13 | 9  | +4  | 12 |
| 3.   | Ucraina       | 5  | 3 | 0   | 0   | 2 | 17 | 15 | +2  | 9  |
| 4.   | Slovenia      | 5  | 2 | 0   | 0   | 3 | 19 | 17 | +2  | 6  |
| 5.   | Italia        | 5  | 1 | 0   | 0   | 4 | 12 | 20 | -8  | 3  |
| 6.   | Corea del Sud | 5  | 0 | 0   | 0   | 5 | 10 | 27 | -17 | 0  |

| Promossa in Prima Divisione A: Ungheria | Retrocessa in Seconda Divisione A: Corea del Sud |

## Seconda Divisione
Il Campionato di Seconda Divisione si è svolto in due gironi all'italiana. Il Gruppo A ha giocato a Brașov, in Romania, fra il 4 e il 10 aprile 2016. Il Gruppo B ha giocato a Valdemoro, in Spagna, fra il 26 marzo e il 1º aprile 2016:

### Girone A
| Pos. |             | PG | V | VOT | POT | P | GF | GS | DR  | Pt |
| 1.   | Polonia     | 5  | 5 | 0   | 0   | 0 | 43 | 8  | +35 | 15 |
| 2.   | Romania     | 5  | 4 | 0   | 0   | 1 | 27 | 15 | +12 | 12 |
| 3.   | Lituania    | 5  | 3 | 0   | 0   | 2 | 17 | 19 | -2  | 9  |
| 4.   | Regno Unito | 5  | 2 | 0   | 0   | 3 | 18 | 23 | -5  | 6  |
| 5.   | Croazia     | 5  | 1 | 0   | 0   | 4 | 8  | 25 | -17 | 3  |
| 6.   | Paesi Bassi | 5  | 0 | 0   | 0   | 5 | 6  | 29 | -23 | 0  |

| Promossa in Prima Divisione B: Polonia | Retrocessa in Seconda Divisione B: Paesi Bassi |

### Girone B
| Pos. |         | PG | V | VOT | POT | P | GF | GS | DR  | Pt |
| 1.   | Estonia | 5  | 5 | 0   | 0   | 0 | 38 | 11 | +27 | 15 |
| 2.   | Spagna  | 5  | 4 | 0   | 0   | 1 | 26 | 14 | +12 | 12 |
| 3.   | Serbia  | 5  | 3 | 0   | 0   | 2 | 12 | 10 | +2  | 9  |
| 4.   | Islanda | 5  | 1 | 0   | 0   | 4 | 11 | 30 | -19 | 3  |
| 5.   | Belgio  | 5  | 1 | 0   | 0   | 4 | 15 | 29 | -14 | 3  |
| 6.   | Cina    | 5  | 1 | 0   | 0   | 4 | 12 | 20 | -8  | 3  |

| Promossa in Seconda Divisione A: Estonia | Retrocessa in Terza Divisione: Cina |

## Terza Divisione
Il Campionato di Terza Divisione si è svolto in due gironi all'italiana. Il Gruppo A ha giocato a Sofia, in Bulgaria, fra il 14 e il 20 marzo 2016. Il Gruppo B ha giocato a Città del Capo, in Sudafrica, fra il 14 e il 19 febbraio 2016:

### Girone A
| Pos. |               | PG | V | VOT | POT | P | GF | GS | DR  | Pt |
| 1.   | Australia     | 5  | 4 | 0   | 0   | 1 | 25 | 22 | +3  | 12 |
| 2.   | Turchia       | 5  | 3 | 1   | 0   | 1 | 22 | 13 | +9  | 11 |
| 3.   | Bulgaria      | 5  | 3 | 0   | 0   | 2 | 20 | 13 | +7  | 9  |
| 4.   | Israele       | 5  | 2 | 1   | 0   | 2 | 15 | 15 | 0   | 8  |
| 5.   | Taipei cinese | 5  | 1 | 0   | 2   | 2 | 17 | 26 | -9  | 5  |
| 6.   | Messico       | 5  | 0 | 0   | 0   | 5 | 10 | 20 | -10 | 0  |

| Promossa in Seconda Divisione B: Australia | Retrocessa in Terza Divisione B: Messico |

### Girone B
| Pos. |               | PG | V | VOT | POT | P | GF | GS | DR  | Pt |
| 1.   | Nuova Zelanda | 4  | 4 | 0   | 0   | 0 | 30 | 9  | +21 | 12 |
| 2.   | Sudafrica     | 4  | 1 | 0   | 0   | 3 | 11 | 19 | -8  | 3  |
| 3.   | Hong Kong     | 4  | 1 | 0   | 0   | 3 | 12 | 25 | -13 | 3  |

| Promossa in Terza Divisione A: Nuova Zelanda |